# نيكولاي فولكوف
جوزيف هيرفوجي بيروزوفيتش (بالإنجليزية: Nikolai Volkoff)‏ (14 أكتوبر 1947 - 29 يوليو 2018)،المعروف باسم نيكولاي فولكوف، كان مصارعًا أمريكيًا محترفاً يوغسلافياً، اشتهر بأدائه في اتحاد المصارعة العالمية (WWF). على الرغم من أن شخصية فولكوف كانت تُصوَّر في الغالب على أنها روسية، إلا أن بيروزوفيتش نشأ في كرواتيا.

## الوفاة
توفي بيروزوفيتش في المنزل في 29 يوليو 2018، عن عمر يناهز 70 سنة، بعد أيام من خروجه من مستشفى في ولاية ماريلاند حيث كان يعالج من الجفاف وقضايا أخرى.

## روابط خارجية
- نيكولاي فولكوف على موقع IMDb (الإنجليزية)
- نيكولاي فولكوف على موقع قاعدة بيانات الفيلم (الإنجليزية)
- نيكولاي فولكوف على موقع دبليو دبليو إي (الإنجليزية)
- نيكولاي فولكوف على موقع WrestlingData.com (الإنجليزية)
- نيكولاي فولكوف على موقع CageMatch worker (الإنجليزية)
- نيكولاي فولكوف على موقع قاعدة بيانات المصارعة على الإنترنت (الإنجليزية)
- نيكولاي فولكوف على موقع عالم المصارعة على الإنترنت (الإنجليزية)